# レポーター遺伝子
レポーター遺伝子（レポーターいでんし）とは、ある遺伝子が発現しているかどうかを容易に判別するために、その遺伝子に組換える別の遺伝子のこと。緑色蛍光タンパク質（GFP）が有名。
組換えDNA技術によって作成された組換え遺伝子が、いつどこでどのくらいできているのかを比較的簡単に確認できるようにレポーター遺伝子が使用される。
通常、レポーター遺伝子自体には可視化する以外の機能は想定されていないことになっている。様々な生物の遺伝子がプロモーターの活性や蛋白質の挙動を知るためのレポーター遺伝子として利用されている。

## 機序
特定の基質と反応して発光あるいは発色する酵素や、励起光によって蛍光（フォトルミネセンス）を発する蛍光蛋白質が、レポーター遺伝子から作られる。この光や色を測定することで、組換え遺伝子の発現を見ることができる。
レポーター遺伝子は、ある遺伝子のプロモーターの下流に連結し、その融合遺伝子の産生物の活性を測定する事によって元の遺伝子の発現の有無や、その発現の強さを知るために用いられる。
また、逆にレポーター遺伝子の上流にランダムなDNA断片を挿入し、プロモーター活性をもつ配列を検索するためにも用いられている。

## 条件
レポーター遺伝子の産物としては、
- 活性の測定が容易である
- 細胞毒性がない
- 組織または個体レベルでの染色による検出が可能である（GFPなどを使うと染色しないでも発光によりそのまま観察できる）

といったような条件が要求される。